# (5702) Morando
(5702) Morando (1931 FC) – planetoida z pasa głównego asteroid okrążająca Słońce w ciągu 3,4 lat w średniej odległości 2,26 j.a. Odkryta 16 marca 1931 roku.